# Lamprostola nitens
Lamprostola nitens är en fjärilsart som beskrevs av George Francis Hampson 1900. Lamprostola nitens ingår i släktet Lamprostola och familjen björnspinnare. Inga underarter finns listade i Catalogue of Life.